# Streepkopbosijsvogel
De streepkopbosijsvogel (Actenoides princeps) is een vogel uit de familie Alcedinidae (ijsvogels).

## Verspreiding en leefgebied
Deze soort is endemisch op Sulawesi en telt drie ondersoorten:
- A. p. princeps: noordoostelijk Sulawesi.
- A. p. erythrorhamphus: noordwestelijk en centraal Sulawesi.
- A. p. regalis: zuidoostelijk Sulawesi.

## Status
De grootte van de populatie is niet gekwantificeerd maar waarschijnlijk zijn er meer dan 10.000 volwassen vogels. Op de Rode lijst van de IUCN heeft deze soort de status niet bedreigd.